# Kumi Yokoyama
Kumi Yokoyama er en Japansk fodboldspiller, der spiller som angriber FFC Frankfurt, lejet fra AC Nagano Parceiro Ladies Hun er også medlem af Japans kvindefodboldlandshold.

## Hæder
Hold
- AFC U-19 Women's Championship

Mester (1) : 2011
Individuel
- U/17 VM i fodbold for kvinder: Sølvbolden, Bronzeskoen
- L. League 2. division 2014 : Topscorer